# Mitani
Mitani (het. Mi-ta-an-ni ili Mi-it-ta-ni; akad. Ḫa-ni-gal-bat) je naziv za huritsko kraljevstvo koje je između približno 1500. i 1300. pr. Kr. obuhvaćalo sjever Mezopotamije, jugoistok Anatolije i sjeverozapada Iranske visoravni. Kraljevstvo je osnovalo ratničko indoarijsko pleme o čemu svjedoče brojni indoarijski leksemi pronađeni na hetitskim, asirskim i egipatskim dokumentima. Kraljevstvo Mitani postalo je regionalna sila nakon vakuuma političke moći u Mezopotamiji uzrokovanog hetitskim razaranjem kasitskog Babilona, dok su sa svjetske pozornice nestali dva stoljeća kasnije kada ih pokoravaju Hetiti i Asirci. Vašukani, glavni grad Mitanskog kraljevstva, nikada nije pronađen.

## Stanovništvo
Većinsko stanovništvo države Mitani bili su huritski starosjedioci koje su osvojili Mitani i nametnuli im svoju vlast i državnu organizaciju. Huritsko podrijetlo nije poznato i njihov jezik se ne može smjestiti ni u jednu od postojećih jezičnih grupa. Huritski jezik je povezan s urartskim jezikom, a oba jezika pripadaju huritsko-urartskoj jezičnoj skupini. Prve vijesti o Huritima potječu s kraja 3. tisućljeća pr. Kr.
Vladajući sloj u državi činili su Mitani, koji su bili indoarijskog podrijetla, koji je u 16. st. pr. Kr. doselio s iranske visoravni u Mezopotamiju i Siriju, gdje su zavladali nad huritskim stanovništvom i osnovali svoje carstvo.

## Povijest
Mitanci su osnovali svoje carstvo u 16. st. pr. Kr. u gornjoj Mezopotamiji, nakon sloma Hiksa. Ratovali su dugo protiv Egipta s kojim je mir sklopio mitanski vladar Artatama I. potkraj 15. st. pr. Kr. Država se nije uspjela othrvati provalama Hetita te je njen vladar Šativaza, u drugoj polovici 14. st. pr. Kr. bio prisiljen priznati vlast hetitskog kralja Šupilulijume I. Država Mitani je postojala još neko vrijeme kao vazalna država hetitskog kraljevstva, da bi je na kraju osvojili Asirci i podvrgli svojoj vlasti.

## Mitanski vladari
- Kirta (~ 1500. – 1490-ih pr. Kr.)
- Šutarna I., (~ 1490-ih – 1470-ih pr. Kr.), Kirtin sin
- Baratarna ili Paršatatar (~ 1470. – 1440. pr. Kr.)
- Šauštatar (~ 1440. – 1410. pr. Kr.), Baratarnin sin
- Artatama I. (~ 1410. – 1400. pr. Kr.)
- Šutarna II. (~ 1400. – 1385. pr. Kr.)
- Artašumara (~ 1385. – 1380. pr. Kr.)
- Tušrata (~ 1380. – 1360. pr. Kr.)
- Artatama II. (~ 1360. – 1350. pr. Kr.), uzurpator
- Šutarna III. (~ 1350. pr. Kr.), sin uzurpatora Artatame II.
- Šativaza ili Kurtivaza (~ 1350. – 1320. pr. Kr.), sin Tušrate
- Šatuara I. (~ 1320. – 1300. pr. Kr.)
- Vasašata (~ 1300. – 1280. pr. Kr.), Šatuarin sin
- Džiar (~ 1280. pr. Kr.), Vasašatin sin